# 도사덴 교통
도사덴 교통 주식회사(とさでん交通株式会社)는 일본 고치현의 궤도 · 버스 사업자이다. 고치 현 중부를 중심으로 노면 전차 · 노선 버스 · 고속 버스 · 전세 버스를 운영하고 있다.
고치 현에서 궤도 사업 · 승합 버스 사업 · 전세 버스 사업을 하고 있던 도사 전기철도 · 고치 현 교통 · 도사덴 드림 서비스 3개 회사의 경영 통합 · 공동 신설 분할 방식으로 2014년 10월 1일에 설립되었다. 같은 날짜에 3개사가 운행 궤도 버스 노선을 계승하고 영업을 시작했다.
발족할 즈음 설정된 기업 색상은 노색과 오렌지색으로, 녹색은 안심 · 안전 · 안락 및 고치의 풍부한 녹색과 발전을 나타내며, 오렌지는 친밀감 · 즐거움 · 기쁨 · 태양을 나타내며, 이 두 개의 색상을 결합하여 지역과 함께 행보하여 풍요로운 미래에 기여하는 것을 표현하고 있다. 또한 녹색은 이전 도사 전기 그룹, 오렌지는 이전 고치 현 교통의 상징 색이기도 하여, 긴 역사를 가진 양사의 전통을 계승한다는 의미도 담겨있다.